# Rui Silva (atleta)
Rui Manuel Monteiro da Silva (Santarém, 3 agosto 1977) è un mezzofondista portoghese.

## Biografia
Come corridore di distanza, è specializzato nei 1500 metri e  3000 metri anche se a volte ha corso anche gli 800 metri. È il campione nazionale dei 1500 ed ha vinto una medaglia di bronzo ad Atene. Recenti ferite gli hanno impedito di partecipare a varie competizioni internazionali, inclusi i Campionati Mondiali di Helsinki nel 2005 e quelli di Osaka nel 2007.

## Palmarès
| Anno | Manifestazione    | Sede        | Evento        | Risultato  | Prestazione | Note |
| ---- | ----------------- | ----------- | ------------- | ---------- | ----------- | ---- |
| 1995 | Europei juniores  | Nyíregyháza | 1500 m piani  | 8º         | 3'50"75     |      |
| 1996 | Mondiali juniores | Sydney      | 1500 m piani  | 6º         | 3'41"81     |      |
| 1998 | Europei indoor    | Valencia    | 1500 m piani  | Oro        | 3'44"57     |      |
| 1998 | Europei           | Budapest    | 1500 m piani  | Argento    | 3'41"84     |      |
| 1999 | Mondiali indoor   | Maebashi    | 1500 m piani  | 5º         | 3'34"99     |      |
| 1999 | Europei under 23  | Göteborg    | 1500 m piani  | Oro        | 3'44"29     |      |
| 1999 | Mondiali          | Siviglia    | 1500 m piani  | Semifinale | 3'50"85     |      |
| 2000 | Europei indoor    | Gand        | 3000 m piani  | Argento    | 7'49"70     |      |
| 2000 | Giochi olimpici   | Sydney      | 1500 m piani  | Batteria   | 3'41"93     |      |
| 2001 | Mondiali indoor   | Lisbona     | 1500 m piani  | Oro        | 3'51"06     |      |
| 2001 | Mondiali          | Edmonton    | 1500 m piani  | 7º         | 3'35"74     |      |
| 2002 | Europei indoor    | Vienna      | 1500 m piani  | Oro        | 3'49"93     |      |
| 2002 | Europei           | Monaco      | 1500 m piani  | Bronzo     | 3'45"43     |      |
| 2003 | Mondiali indoor   | Birmingham  | 1500 m piani  | Batteria   | 3'48"41     |      |
| 2003 | Mondiali          | Parigi      | 1500 m piani  | 5º         | 3'33"68     |      |
| 2004 | Mondiali indoor   | Budapest    | 3000 m piani  | Argento    | 7'57"08     |      |
| 2004 | Giochi olimpici   | Atene       | 1500 m piani  | Bronzo     | 3'34"68     |      |
| 2005 | Mondiali          | Helsinki    | 1500 m piani  | Bronzo     | 3'38"02     |      |
| 2009 | Europei indoor    | Torino      | 1500 m piani  | Oro        | 3'44"38     |      |
| 2009 | Mondiali          | Berlino     | 1500 m piani  | Semifinale | 3'41"30     |      |
| 2011 | Europei indoor    | Parigi      | 3000 m piani  | 6º         | 7'59"49     |      |
| 2011 | Mondiali          | Taegu       | 5000 m piani  | Batteria   | 13'50"16    |      |
| 2011 | Mondiali          | Taegu       | 10000 m piani | 11º        | 28'48"62    |      |

## Altre competizioni internazionali
1998
- Argento in Coppa del mondo ( Johannesburg), 1500 m piani - 3'40"95
- Oro Volta à cidade do Funchal ( Funchal)

1999
- Oro Volta à cidade do Funchal ( Funchal)

2000
- Oro Volta à cidade do Funchal ( Funchal)

2001
- Oro Volta à cidade do Funchal ( Funchal)

2002
- Oro Volta à cidade do Funchal ( Funchal)

2003
- 4º alla World Athletics Final ( Monaco), 1500 m piani - 3'41"10
- Oro Volta à cidade do Funchal ( Funchal)

2005
- 11º alla World Athletics Final ( Monaco), 1500 m piani - 3'50"17

2007
- Oro Volta à cidade do Funchal ( Funchal)

2010
- 4º alla Great Manchester Run ( Manchester) - 28'50"

2011
- 7º alla Great Ireland Run ( Dublino) - 30'17"
- 7º alla San Silvestro Vallecana ( Madrid) - 29'12"

2012
- Oro alla Santander Half Marathon ( Santander) - 1h02'48"
- 4º alla Mezza maratona di Lisbona ( Lisbona) - 1h02'40"
- 11º alla Great South Run ( Portsmouth) - 48'47"
- 5º alla We Run Rome ( Roma) - 30'11"

2013
- 9º alla Maratona di Berlino ( Berlino) - 2h12'26"
- 8º alla Mezza maratona di Porto ( Porto) - 1h05'52"
- 17º alla San Silvestro Vallecana ( Madrid) - 30'15"

2015
- Argento alla Douro Half Marathon ( Douro) - 1h05'21"